# Verwertchemie
Die Gesellschaft m.b.H. zur Verwertung chemischer Erzeugnisse (kurz: Verwertchemie) war ein Tochterunternehmen der Dynamit AG (DAG), die in der Zeit des Nationalsozialismus als Betreibergesellschaft für eine Reihe von Sprengstoffwerken fungierte. Sie spielte eine wichtige Rolle bei der getarnten Aufrüstung der Wehrmacht und der damit verbundenen geheimen staatlichen Einflussnahme auf die Rüstungsindustrie im Deutschen Reich (siehe Montan-Schema).

## Geschichte
Am 7. Februar 1934 wurde die Gesellschaft m.b.H. zur Verwertung chemischer Erzeugnisse mit Sitz in Berlin gegründet. Erste Gesellschafter des Unternehmens waren Karl Pfeiffer, Direktor der Heydt Kontor G.m.b.H in Berlin, und Dipl.-Ing. Ernst Wodicka, Berlin-Lichterfelde mit einem Gesellschaftskapital von je 100.000 RM. Am 17. April 1935 übernahm die Dynamit AG, Troisdorf, die Verwertchemie als alleinige Gesellschafterin. Der Sitz der Gesellschaft wurde Ende 1936 nach Köln verlegt.
Gegenstand des Unternehmens war gemäß Gesellschaftervertrag die Errichtung chemisch-technischer Anlagen und die Produktion chemischer Erzeugnisse aller Art sowie Handel mit solchen. Tatsächlich war die Verwertchemie als 100%ige Tochtergesellschaft die Betreiberin der von der DAG im Auftrag des Oberkommandos des Heeres (OKH) errichteten Sprengstofffabriken. Als Eigentümer und Bauherr dieser Werke trat jedoch nicht die Verwertchemie selbst auf, sondern die über die Geräte- und Apparate-Handelsgesellschaft mbH (Gerap) vom Heereswaffenamt kontrollierte Verwertungsgesellschaft für Montanindustrie GmbH. Diese verpachtete die jeweiligen Fabriken an die Verwertchemie, welche wiederum die produzierten Sprengstoffe und die damit vor Ort befüllten Munitionshülsen an das OKH lieferte.
Diese Vorgehensweise hatte aus Sicht der DAG und damit ihrer Tochter Verwertchemie den Vorteil, dass die hohen Investitionskosten für die Sprengstofffabriken – verursacht durch militärische Rücksichten wie die Auswahl von abgelegenen Standorten, Tarnungsmaßnahmen, aufgelockerte und teilweise verbunkerte Bauweise – vom Staat getragen wurden, der zugleich alleiniger Abnehmer ihrer Produkte war.
Die (wie auch die DAG) vom I.G. Farben-Konzern kontrollierte WASAG gründete, zunächst gemeinsam mit der DAG, die Deutsche Sprengchemie GmbH (DSC), welche innerhalb der WASAG die gleiche Rolle ausfüllte wie die Verwertchemie für die DAG und ebenfalls als Betreiberin eine Reihe von Sprengstofffabriken fungierte. Teilweise befanden sich die Werke der Verwertchemie und DSC auch in direkter Nachbarschaft (so z. B. im Fall von Aschau/Kraiburg, Wolfratshauser Forst – heute auf dem Gebiet der Stadt Geretsried – und Torgelow/Ueckermünde).
Die Verwertchemie bestand auf dem Gebiet der späteren Bundesrepublik Deutschland auch nach 1945 weiter und produzierte ab 1957 auch wieder Sprengstoffe zur militärischen Verwendung für die Bundeswehr. Für die Zeit von 1957 bis 1978 war der Sitz der GmbH in Liebenau bei Nienburg/Weser und ab 1978 in Troisdorf. 1990 wurde sie mit einem anderen Tochterunternehmen der Dynamit Nobel AG, der Dynamit Nobel Explosivstoff- und Systemtechnik GmbH verschmolzen. Die auf dem Gebiet der späteren Deutschen Demokratischen Republik und in den Ostgebieten des Deutschen Reiches gelegenen Werke wurden nach 1945 enteignet und demontiert. Die im Westen Deutschlands gelegenen Standorte wurden in der Nachkriegszeit zumeist für die Ansiedlung von Heimatvertriebenen und zivilen Industriebetrieben genutzt (siehe Vertriebenenstadt).

## Betriebe

### Standorte, Baulichkeiten und Arbeitskräfte
Bei der Standortwahl und beim Bau der durch die Verwertchemie (analog auch der DSC) betriebenen Sprengstoffwerke waren militärisch-strategische Gründe ausschlaggebend. Die Standorte lagen verteilt zwischen Oder und Rhein mit einem Schwerpunkt im mitteldeutschen Raum. Zur Tarnung wurden die Fabriken vorwiegend in Waldgebieten errichtet. Die Bauweise der Anlagen und Gebäude war zum großen Teil standardisiert. Es handelte sich um Betonrahmenbauten mit Stahlarmierungen mit dicken Dächern, die mit Erde überhäuft und bepflanzt waren. Die Wände zwischen den Betonpfeilern waren dagegen eher leicht aus Schwemmsteinen gebaut, um bei einer etwaigen Explosion im Inneren die tragenden Elemente zu entlasten. Produktionsgebäude waren darüber hinaus mit einem Erdwall umgeben, der bei einem Explosionsunglück die Druckwelle von den Nachbargebäuden nach oben ablenken sollte und gleichzeitig Schutz vor Bordwaffenbeschuss bei Luftangriffen bot. Die Dachkonstruktionen waren gegen Brandbomben ausgelegt. Für das Personal waren Luftschutzräume, oft im Inneren der Erdwälle angelegt, vorhanden.
In den Werken der Verwertchemie wurden die Sprengstoffe Trinitrotoluol (TNT), Pikrinsäure (TNP), Nitropenta (PETN), Hexogen und Dinitrobenzol (DNB) sowie die Vorprodukte und Treibladungspulver Nitrocellulose (NC), NC-Pulver und POL-Pulver hergestellt. In betriebseigenen Munitionsfüllstellen wurden dann die von anderen Rüstungsbetrieben angelieferten Munitionshülsen (Bomben, Granaten u. ä.) befüllt. Die Munition wurde anschließend zur eigentlichen Laborierung und Lagerung in die wehrmachtseigenen Munitionsanstalten weiterversandt.
Die Sprengstofffabriken verfügten über eigene Wasserwerke und einen Anschluss an das Eisenbahnnetz. Die Abwässer gelangten meist in die benachbarten Fließgewässer und verursachten hier hohe Umweltschäden. Alle Betriebe verfügten über eigene Arbeiterlager sowie Wohnsiedlungen für Facharbeiter und Führungskräfte in der Umgebung des Werkes. In der Anfangszeit konnte der Arbeitskräftebedarf noch durch Arbeitskräfte aus der Region gedeckt werden, zumal die Standorte durchweg in ländlichen strukturschwachen Räumen lagen. Mit der Verschärfung des Zweiten Weltkrieges wurden jedoch zunehmend deutsche Dienstverpflichtete, ausländische Zwangsarbeiter und KZ-Häftlinge zur Arbeit herangezogen. So arbeiteten in der gesamten deutschen Sprengstoffindustrie (also nicht nur bei der Verwertchemie) zum 31. Dezember 1944 insgesamt 152.000 Personen, davon nur 77.000 Deutsche, dagegen aber 29.000 sogenannte Ostarbeiter, 42.000 sonstige Ausländer und (auch jüdische) Häftlinge sowie 3.000 Kriegsgefangene.

### Liste der durch die Verwertchemie betriebenen Werke
| Werk                                   | Tarnname                                     | Standort (heutiger Ortsname)         | Koordinaten                  | Produkte            | Menge (t) gesamt | Beschäftigte 31.12.1944 |
| -------------------------------------- | -------------------------------------------- | ------------------------------------ | ---------------------------- | ------------------- | ---------------- | ----------------------- |
| Allendorf                              | Barbara I                                    | Stadtallendorf                       | 50° 48′ 47″ N, 8° 59′ 24″ O  | TNT                 | 125.131          | 4.982                   |
| Aschau                                 | Fichte I                                     | Aschau am Inn                        | 48° 11′ 11″ N, 12° 22′ 5″ O  | NC                  | 42.836           | 995                     |
| Bobingen                               | Fasan                                        | Bobingen                             | 48° 15′ 47″ N, 10° 58′ 40″ O | Hexogen             | 6.651            | 432                     |
| Bromberg                               | Torf                                         | Łęgnowo                              | 53° 5′ 2″ N, 18° 5′ 52″ O    | POL-Pulver, NC, DNB | 29.300           | 7.766                   |
| Christianstadt                         | Ulme                                         | Krzystkowice                         | 51° 49′ 21″ N, 15° 12′ 3″ O  | Hexogen, NC         | 64.480           | 5.151                   |
| Clausthal-Zellerfeld                   | Tanne                                        | Clausthal-Zellerfeld                 | 51° 48′ 10″ N, 10° 22′ 16″ O | TNT                 | 105.357          | 2.173                   |
| Döberitz                               |                                              | Döberitz                             | 52° 31′ 36″ N, 12° 24′ 17″ O | Hexogen             | 13.304           | 438                     |
| Dömitz                                 | Reuter                                       | Dömitz                               | 53° 7′ 45″ N, 11° 16′ 42″ O  | TNT, TNP            | 88.693           | 2.094                   |
| Ebenhausen                             |                                              | Ebenhausen-Werk                      | 48° 41′ 27″ N, 11° 28′ 31″ O | NC, NC-Pulver       | 25.057           | 2.170                   |
| Güsen                                  | Wiese                                        | Güsen                                | 52° 19′ 37″ N, 11° 58′ 20″ O | NC, NC-Pulver, TNT  | 141.374          | 2.905                   |
| Hessisch Lichtenau                     | Friedland                                    | Hirschhagen                          | 51° 13′ 29″ N, 9° 41′ 58″ O  | TNT, TNP            | 124.299          | 4.472                   |
| Hohensaaten                            |                                              | Hohensaaten                          | 52° 52′ 46″ N, 14° 6′ 31″ O  | NC                  | 61.085           | 1.342                   |
| Kaufbeuren                             |                                              | Neugablonz                           | 47° 54′ 45″ N, 10° 38′ 6″ O  | NC-Pulver           | 2.947            | 1.369                   |
| Munitions- und Sprengstoffwerk Malchow | Albion                                       | Malchow                              | 53° 28′ 23″ N, 12° 22′ 40″ O | PETN                | 10.831           | 5.299                   |
| Ueckermünde                            | See I                                        | Ueckermünde                          | 53° 42′ 34″ N, 14° 5′ 24″ O  | Hexogen, NC         | 68.740           | 1.201                   |
| Wolfratshausen                         | Tal I                                        | Gartenberg                           | 47° 52′ 33″ N, 11° 28′ 18″ O | PETN, Hexogen       | 12.653           | 2.648                   |
| Saporischschja                         | Magnesiumwerk (im Rahmen des Iwan-Programms) | Saporischschja (Ukraine/Sowjetunion) |                              |                     |                  |                         |

- Karte mit allen Koordinaten:
- OSM |
- WikiMap